# TAM-Linhas-Aéreas-Flug 402
Am 31. Oktober 1996 stürzte eine Fokker 100 auf dem Inlandslinienflug TAM-Linhas-Aéreas-Flug 402 vom Flughafen São Paulo-Congonhas zum Flughafen Rio de Janeiro-Santos Dumont kurz nach dem Start ab. Alle 95 Insassen sowie 4 Menschen am Boden starben. Es ist bislang (März 2020) der schwerste Unfall dieses Flugzeugtyps.

## Flugzeug
Das betroffene Flugzeug der TAM mit dem Luftfahrzeugkennzeichen PT-MRK war eine 3 Jahre alte Fokker 100, die mit 2 Rolls-Royce Tay 620-15 ausgestattet war und ihren Erstflug am 8. Februar 1993 absolviert hatte.

## Verlauf
Um 8:25 Uhr Ortszeit erhielten die Piloten die Startfreigabe für die Startbahn 17R. Um 8:26:00 Uhr wurden die Schubhebel auf Startschub gesetzt. Während des Beschleunigens wurde der Ausfall der automatischen Schubkontrolle angezeigt. Dies ist kein kritischer Fehler, er informiert die Piloten lediglich darüber, dass sie den Schub der Triebwerke manuell der jeweiligen Flugsituation anpassen müssen; der Start wurde daher nicht abgebrochen. Das Flugzeug hob um 8:26:36 Uhr ab und stieg. Kurz darauf wurde im rechten Triebwerk durch einen defekten Sensor die Schubumkehr aktiviert, wodurch das Flugzeug nach rechts rollte. Der Kapitän versuchte mit den Querrudern und dem Seitenruder dem entgegenzusteuern. Gleichzeitig reduzierte eine Sicherheitsfunktion der Schubumkehr den Schub des betroffenen rechten Triebwerks auf Leerlauf, um einer kritischen Flugsituation vorzubeugen - woraufhin der Erste Offizier den Schubhebel aber wieder nach vorne drückte. Dieser wurde durch die Sicherheitsfunktion wieder automatisch zurückgezogen und daraufhin noch einmal manuell nach vorne gedrückt. Der Kapitän ordnete daraufhin an, die automatische Schubregelung vollständig auszuschalten. Der Schubhebel des rechten Triebwerks wurde durch die Sicherheitsfunktion jedoch erneut in den Leerlauf gezogen. Der Erste Offizier bestätigte, dass er die Schubautomatik deaktiviert hat, drückte den Schubhebel des rechten Triebwerks erneut nach vorne und hielt ihn in dieser Stellung fest, woraufhin der Seilzug des Sicherheitssystems riss. Das Flugzeug rollte in der Folge nochmals stark nach rechts, verlor an Geschwindigkeit, streifte um 8:27:02 Uhr ein Gebäude und schlug in einem dicht besiedelten Wohngebiet auf.

## Ursache
Die brasilianische Behörde CENIPA, welche den Unfall untersuchte, ermittelte als Unfallursache die unbeabsichtigte Aktivierung der Schubumkehr im rechten Triebwerk sowie die anschließende mehrfache Erhöhung des Schubs im rechten Triebwerk durch die Piloten - was in der Folge die Sicherheitsfunktion der Schubumkehr zum Versagen brachte. Der volle Startschub des rechten Triebwerks wurde dadurch entgegen der Flugrichtung nach vorn geleitet, was zum Rollen des Flugzeuges nach rechts, Geschwindigkeitsverlust und letztendlich einer unkontrollierbaren Flugsituation führte. Die Situation war für die Piloten dadurch stark erschwert, dass es keine Warnungen vor der durch einen Defekt aktivierten Schubumkehr gab. Die Piloten hielten die Reduzierung des Schubs im rechten Triebwerk durch die Sicherheitsfunktion der Schubumkehr daher für eine Folge des Defektes der automatischen Schubkontrolle, auf welchen sie beim Start hingewiesen wurden. Die Piloten waren für einen solchen Fall auch nicht ausgebildet worden, da der Flugzeughersteller die Wahrscheinlichkeit einer solchen Kombination von Defekten mit 1:1.000.000 angab - auf entsprechende Schulungen wurde daher verzichtet. In Folge des Unfalls gab die CENIPA 39 Empfehlungen heraus. Der Flugzeughersteller Fokker änderte die Benachrichtigungen im Cockpit, so dass die Piloten nun deutlich vor einer aktivierten Schubumkehr gewarnt und die Sicherheitsfunktion der Schubumkehr (Schubabschaltung im betroffenen Triebwerk) dadurch nachvollziehbar wird. 

## Darstellung in Medien
- Absturz über Sao Paulo. (Originaltitel: Carnage In Sao Paulo). Mayday – Alarm im Cockpit [Staffel 15; Folge 10].

## Ähnliche Fälle
- Beim Absturz einer Lockheed C-5 Galaxy der US Air Force bei Ramstein (1990) hatte sich bei einer Lockheed C-5A Galaxy unmittelbar nach dem Start von der Ramstein Air Base die Schubumkehr des äußeren linken Triebwerks selbständig geöffnet. Von den 17 Insassen kamen 13 ums Leben.
- Auf dem Lauda-Air-Flug 004 (1991) öffnete sich bei einer Boeing 767 ebenfalls selbständig und einseitig die Schubumkehr, wodurch das Flugzeug abstürzte.
- Beim Pacific-Western-Airlines-Flug 314 stürzte eine Boeing 737-200 der Pacific Western Airlines ab, weil beim Durchstarten im linken Triebwerk die Schubumkehr aktiviert wurde. Von den 49 Insassen kamen 42 ums Leben.